# Bathydoris hodgsoni
Bathydoris hodgsoni is een slakkensoort uit de familie van de Bathydorididae. De wetenschappelijke naam van de soort is voor het eerst geldig gepubliceerd in 1907 door Eliot.